# Xã Bear Creek, Quận Henry, Missouri
Xã Bear Creek (tiếng Anh: Bear Creek Township) là một xã thuộc quận Henry, tiểu bang Missouri, Hoa Kỳ. Năm 2010, dân số của xã này là 183 người.